# Allen Dulles

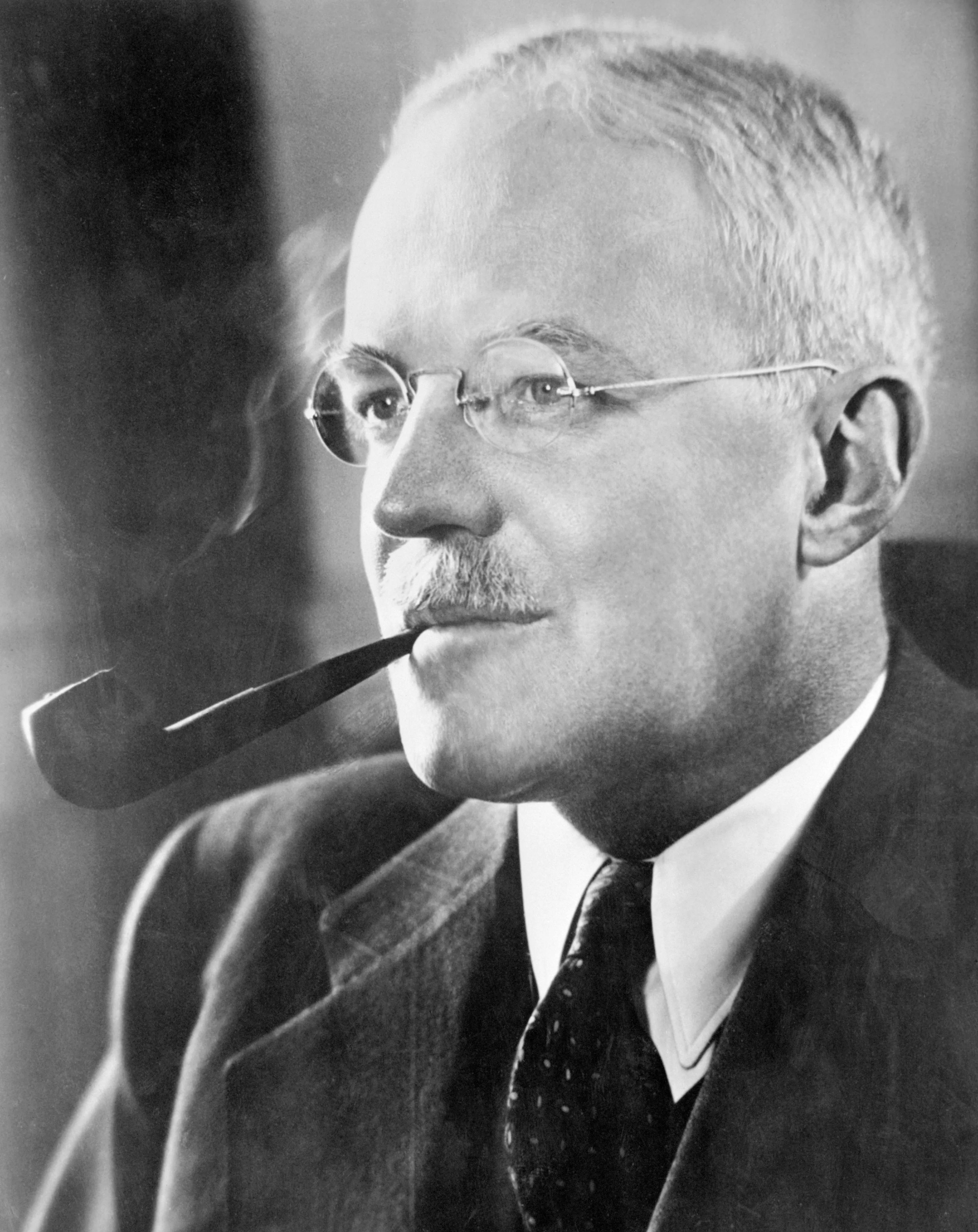
Allen Dulles

Allen Welsh Dulles (Watertown (New York), 7 april 1893 – Georgetown (Washington D.C.), 29 januari 1969) was de eerste niet-militair die directeur werd van de CIA. Hij stond aan het hoofd van deze organisatie tijdens de Koude Oorlog, tijdens de staatsgrepen in Iran (1953) en Guatemala (1954), en tijdens de mislukte invasie in de Varkensbaai in Cuba (1961). Dit laatste betekende het einde van zijn CIA-carrière.
Hij was lid van de Commissie-Warren, die de moord op John F. Kennedy onderzocht. John Foster Dulles, minister van Buitenlandse Zaken onder Dwight Eisenhower, was zijn broer.

## Levensloop
Allen Dulles was een van de vijf kinderen van de presbyteriaanse dominee Allen Macy Dulles en van Edith Foster. Hij was vijf jaar jonger dan John Foster Dulles en twee jaar ouder dan zijn zus, de diplomate Eleanor Lansing Dulles. Zijn grootvader aan moeders zijde, John W. Foster (1836-1917), was minister van Buitenlandse Zaken onder president Benjamin Harrison en zijn oom, Robert Lansing (1864-1928) oefende dezelfde functie uit onder president Woodrow Wilson. Zijn neef, de katholieke bekeerling Avery Dulles, werd jezuïet en kardinaal.
Dulles promoveerde in de rechten aan Princeton University en trad in 1916 in diplomatieke dienst. Hij trouwde in 1920 met Martha "Clover" Todd (1894–1974) en ze hadden twee dochters en een zoon. Volgens zijn zus Eleanor had Allen wel een honderdtal buitenechtelijke relaties.
In 1921 behoorde hij tot het groepje dat de zogenaamde Protocollen van de wijzen van Sion als een vervalsing aan de kaak stelde. Dit volgde op de publicatie die er het jaar voordien van die tekst was gedaan in de Verenigde Staten, met steun van de autofabrikant Henry Ford. Dulles vroeg vergeefs aan zijn ministerie om deze vervalsing aan te klagen.
Dulles begon als ambassaderaad in Wenen en vanaf 1917, nadat de Verenigde Staten in oorlog waren met Duitsland-Oostenrijk, in Bern. In 1919 werd hij getroffen door de Spaanse griep en na genezing werd hij samen met zijn broer John, lid van de Amerikaanse delegatie bij de Vredesconferentie in Parijs. Van 1922 tot 1925 was hij hoofd van het departement Midden-Oosten op Buitenlandse Zaken in Washington D.C.
In 1926 promoveerde hij in de rechten aan de George Washington University en werd advocaat in het New Yorkse advocatenkantoor waar zijn broer John partner was. Hij verliet niet helemaal de openbare dienst, doordat hij secretaris werd van de Council on Foreign Relations.
In de jaren twintig en dertig trad hij op als juridisch adviseur voor de Amerikaanse delegatie bij de werkzaamheden van de Volkerenbond over wapenbeheersing. Daar ontmoette hij Adolf Hitler, Benito Mussolini, Maxim Litvinov, de regeringsleiders van Frankrijk en het Verenigd Koninkrijk. In 1933 ontmoette hij Hitler in Berlijn en achteraf schreef hij naar zijn broer John dat het er allemaal niet zo slecht uitzag dan sommige alarmisten hadden voorgesteld. Hij ontmoette ook Joseph Goebbels en was onder de indruk, zo schreef hij, van diens eerlijkheid en openheid.
Twee jaar later kwam hij, na een nieuw bezoek aan Duitsland, tot een heel andere conclusie, onder meer als gevolg van de behandeling van de Joden door de nazi's. Hij stelde dan ook voor het kantoor van de advocatenassociatie Sullivan & Cromwell in Berlijn te sluiten. Kort daarop werd dit uitgevoerd en besliste de groep geen zaken meer te ondernemen in nazi-Duitsland.
Dulles was Republikein en behoorde weldra tot de 'interventionisten', die zich binnen de partij opstelden tegenover de 'isolationisten'. De eersten vormden wel maar een minderheid en in 1938 zocht Dulles vergeefs om door de Republikeinse Partij te worden voorgedragen als kandidaat voor het Congres. Hij begon toen een samenwerking met Hamilton Fish Armstrong, de uitgever van het tijdschrift Foreign Affairs. Ze publiceerden twee boeken: Can We Be Neutral? (1936), en Can America Stay Neutral? (1939). Hun thesis was dat op diplomatiek, militair en economisch vlak, isolationisme niet meer mogelijk was. Daarnaast hielp Dulles Duitse Joden, onder meer de bankier Paul Kemper, om te vluchten naar de Verenigde Staten.

## OSS
Dulles werd vanaf oktober 1941 gerekruteerd door de Office of Strategic Services (OSS) onder leiding van William Donovan en in november 1942 vatte hij post in Bern. Van daaruit interesseerde hij zich van nabij voor de Duitse plannen en activiteiten en had uitgebreide contacten met Duitse migranten, antinazispionnen en inlichtingsagenten. De Duitse emigrant Gero von Schulze-Gaevernitz stond hem bij. Een Duitse diplomaat, Fritz Kolbe, gaf veel informatie door en werd door Dulles als de beste spion in deze oorlog beschreven. Kolbe deelde onder meer identiteitsgegevens mee over Duitse spionnen in het geallieerde kamp en gaf de plannen door van het gevechtsvliegtuig Messerschmitt Me 262. 
Hij had contact met een Oostenrijkse verzetsgroep die via talrijke kanalen heel wat informatie verzamelde en doorgaf. Het ging om inlichtingen over onder meer de V1, de V2, de Tiger-tanks, de Messerschmitt Bf 109, de Messerschmitt Me 163 Komet en andere vliegtuigen. Ze konden ook inlichten waar dit alles geproduceerd werd, zodat die fabrieken konden gebombardeerd worden. Hij kreeg ook informatie over bepaalde acties, zoals de Operation Crossbow en de Operation Hydra. De verzetsgroep informeerde hem ook over de massamoorden in Auschwitz. Een andere verzetsgroep, de Maiergroep, gaf informatie over de economische toestand in de door de nazi's beheerste gebieden. Sommige verzetslui werden door de Gestapo opgepakt.
Dulles was ook in contact met de samenzweerders van het complot van 20 juli 1944, die hem verslagen stuurden, ook al kon hij van zijn kant geen beloften doen namens de geallieerden.
Dulles was betrokken bijOperation Sunrise, de geheime onderhandelingen in maart 1945 aangaande de overgave van de Duitse troepen in Noord-Italië. Hij beloofde hierbij, in geval van overgave, dat de SS-generaal Karl Wolff niet zou vervolgd worden voor oorlogsmisdaden, wat leidde tot een diplomatieke rel tussen de Verenigde Staten en de Sovjet-Unie. Wolff werd toch, tot tweemaal toe, (tamelijk licht) veroordeeld.
Na de oorlog bleef Dulles nog enkele maanden actief in Berlijn en in Bern, totdat in oktober 1945 de OSS werd ontbonden. Hij vloog terug naar de States en werd er toegevoegd aan het departement Defensie.
In 1947 zetelde hij als adviseur bij het House Select Committee of Foreign Aid, dat het Marshallplan uitwerkte.
Tijdens de presidentsverkiezingen van 1948 werkte hij, samen met zijn broer, voor de republikeinse kandidaat Thomas E. Dewey, maar Harry Truman werd verkozen. In 1949 was hij medeauteur van een rapport dat sterke kritiek uitoefende op de pas een paar jaar eerder opgerichte CIA. Onder meer als gevolg van dit rapport, benoemde Truman luitenant-generaal Walter Bedell Smith tot directeur van de jonge inlichtingendienst.

## CIA

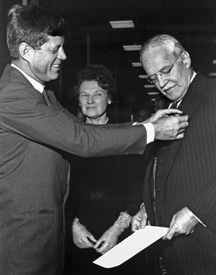
President Kennedy decoreert Allen Dulles, bij zijn (gedwongen) afscheid.

Begin januari 1951 werd Dulles benoemd tot adjunct-directeur van de CIA en in augustus van hetzelfde jaar werd hij vicedirecteur of tweede in bevel in de hiërarchie van de inlichtingendiensten. In 1952-53 was hij een van de vijf leden van de Commissie over Ontwapening, binnen het Ministerie van Buitenlandse Zaken. 
Na de verkiezing van Dwight Eisenhower in 1952, verhuisde Bedell Smith naar het departement Buitenlandse Zaken en volgde Dulles hem op aan het hoofd - de eerste burger - van de CIA. Onder zijn leiding betekende de ingetreden Koude Oorlog dat de CIA bij heel wat geheime operaties betrokken was.
Op verzoek van Dulles hield senator Joseph McCarthy op met zijn onderzoek naar mogelijke communistische subversie en infiltratie binnen de CIA. Tot dan had trouwens geen enkele van zijn opzoekingen iets opgeleverd. De hoorzittingen waren echter hinderlijk en konden ook gevoelige informatie aan de oppervlakte brengen. In 2004 werden documenten bekend waaruit bleek dat de CIA was binnengedrongen in het kantoor van McCarthy en er valse berichten had geïntroduceerd, met als doel de senator in diskrediet te brengen als hij die zou naar buiten brengen. 
Begin jaren vijftig wilde de Amerikaanse Luchtmacht een nieuw verkenningsvliegtuig. Een voorstel dat door de militairen werd afgewezen, werd wel als 'spionagevliegtuig' aangenomen door de CIA. Dit als U-2 bekende vliegtuig, kwam in 1957 in dienst en verhoogde aanzienlijk de mogelijkheid om de Sovjet-activiteiten te bespioneren. In 1960 werd een U-2 door de Sovjets neergeschoten, wat tot een stevige politieke rel leidde.
Dulles wordt beschouwd als een van de essentiële organisatoren van de inlichtingendiensten in de Verenigde Staten en als een onmisbare leider voor de acties die tijdens de Koude Oorlog gevoerd werden. De netwerken van de CIA strekten zich uit over gans de wereld en ze lichtten gedetailleerd in over alle activiteiten van de Sovjet-Unie en zijn satellietstaten.
De belangrijkste acties van de CIA waren de staatsgreep in Iran waarbij Mohammad Mossadeq vervangen werd door sjah Mohammad Reza Pahlavi, en de staatsgreep in Guatemala waarbij president Jacobo Árbenz Guzmán werd afgezet. In 1961 organiseerde de CIA de invasie van de Varkensbaai in Cuba. Het werd een flop, die zeer de reputatie van de CIA aantastte. De directeur moest er voor boeten. Hoewel hij en zijn onmiddellijke medewerkers ontslag namen, werd hij door president Kennedy zelf vereerd met de National Security Medal. Hij had achttien jaar aan het hoofd van het agentschap gestaan.
In november 1963 werd Dulles door president Lyndon Baines Johnson benoemd als een van de zeven commissarissen in de Commissie-Warren, die de moord op Kennedy onderzocht.
In 1966 werd hij vereerd door Princeton University met de James Madison Award for Distinguished Public Service.

## Overlijden
Dulles overleed aan een longontsteking en griep en werd begraven op de begraafplaats Green Mount, in Baltimore (Maryland).

## Publicaties

### Boeken
- (met Hamilton Fish Armstrong) Can We Be Neutral?, New York, Harper & Brothers/Council on Foreign Relations, 1936.
- (met Hamilton Fish Armstrong) Can America Stay Neutral?, New York, Harper & Brothers, 1939.
- Germany's underground, New York, The Macmillan Company, 1947.
- The Craft of Intelligence: America's Legendary Spy Master on the Fundamentals of Intelligence Gathering for a Free World , Guilford, The Lyons Press, 1963.
- The Secret Surrender: The Classic Insider's Account of the Secret Plot to Surrender Northern Italy During WWII, Guilford, Harper & Row, 1966.
- (met Michael Wala) The Marshall Plan, Berg, Providence, 1993.
- Nancy Petersen & Neal H. Petersen (eds), From Hitler's Doorstep: The Wartime Intelligence Reports of Allen Dulles, 1942–1945, Pennsylvania, Pennsylvania State University Press, 1996.

### Artikels
- Alternatives for Germany, in: Foreign Affairs, Council on Foreign Relations, New York, 1925.
- Some misconceptions about disarmament, in: Foreign Affairs, Council on Foreign Relations, New York, 1927.
- Progress toward Disarmament, in: Foreign Affairs, Council on Foreign Relations, New York, 1932.
- The Craft of Intelligence, 1963.
- Reviewed work: Communism and Revolution: The Strategic Use of Political Violence by Cyril E. Black, Thomas P. Thornton, in: Harvard Law Review, The Harvard Law Review Association, Cambridge, 1965.
- (als editor) Great True Spy Stories, 1968.